# Sabine Schlager
Sabine Schlager (* 29. November 1953 in Freiburg im Breisgau) ist eine deutsche Politikerin (Bündnis 90/Die Grünen).
Schlager studierte nach dem Abitur an der Pädagogischen Hochschule Freiburg Biologie und Chemie für das Lehramt an Realschulen. Danach absolvierte sie eine Augenoptikerlehre in Reutlingen und war von 1983 bis 1995 Augenoptikerin in Tübingen.
Schlager war von 1984 bis 1989 Mitglied des Gemeinderats von Tübingen. 1994 wurde sie in den Kreistag des Landkreises Tübingen gewählt. Von 1996 bis 2001 war sie Abgeordnete im Landtag von Baden-Württemberg, in dem sie das Zweitmandat des Wahlkreises Tübingen vertrat. Danach wurde sie Mitarbeiterin der Landesgeschäftsstelle von Bündnis 90/Die Grünen und Geschäftsführerin der kommunalpolitischen Vereinigung Grüne und Alternative in den Räten.